# De Pappenheimers (Nederland)
De Pappenheimers is een Nederlands quizprogramma naar Belgisch format gepresenteerd door de Belgische presentator Erik Van Looy waarin drie teams van twee onbekende Nederlanders en een bekende Nederlander het tegen elkaar opnemen. In de quiz, uitgezonden op RTL 4, moeten de kandidaten van hun teamgenoten inschatten of zij het antwoord op een bepaalde vraag weten – de naam gaat dan ook terug op het spreekwoord "je pappenheimers kennen". Het eerste seizoen werd uitgezonden in het voorjaar van 2024.

## Opzet
Een aflevering begint met drie teams van twee onbekende kandidaten rondom een grote ronde desk waar presentator Erik Van Looy in het midden van staat. Drie bekende Nederlanders zitten verstopt in "kokers" verspreid achter de duo's. Na een korte introductie van de nog altijd niet bekendgemaakte BN'ers en een kennismaking met de kandidaten, worden drie antwoorden weggegeven die later tijdens de quiz het juiste antwoord gaan vormen op drie vragen. Daarna start de eerste ronde.

### Ronde 1: Kennismakingsronde
In deze ronde worden negen vragen gesteld. Als een kandidaat denkt dat zijn/haar partner het antwoord op die vraag weet, moet de kandidaat op de knop drukken. Als de partner inderdaad het correcte antwoord geeft, verdient het duo 100 euro voor in hun pot. Zo niet, moet diegene het antwoord doorgeven aan een bekende Nederlander in een van de kokers. Als die het juiste antwoord geeft, verdienen de andere duo's 100 euro. Na de negen vragen mogen de duo's op volgorde van minst naar meest verdiende geld een koker kiezen waarna de BN'er in die koker zich aansluit bij hun duo. Ze ontmoeten daarna hun BN'er in de koker en moeten daar zes cryptische thema's verdelen over hun team; elk twee onderwerpen. De drietallen nemen daaropvolgend weer plaats aan de desk waar nog een gesprekje met de BN'ers volgt.

### Ronde 2: Verdeel & heers
De zes verdeelde thema's komen in deze ronde een voor een aan bod, waarbij over elk thema drie vragen worden gesteld. De teamcaptain (de onbekende kandidaat die in het midden zit) van het team met het minst verdiende geld mag als eerste een onderwerp kiezen. Daarna kiest de teamcaptain van het een-na-beste team het thema en daarna die van het beste team – de drie daaropvolgende vragen ook weer in die volgorde. Op de vragen die gesteld worden mogen dan alleen de drie teamleden uit de verschillende teams antwoorden die dat thema kozen tijdens de verdeling. Goede antwoorden op de vragen bij de eerste twee thema's leveren 100 euro op, de twee thema's daarna 200 euro en voor de laatste thema's 300 euro. Bij een fout antwoord gaat het geld naar de andere teams. Hierna valt het team met het minst behaalde geld af, zij gaan met lege handen naar huis. Bij gelijkstand wordt een schiftingsvraag gesteld, het team van de teamcaptain die het correcte antwoord geeft, mag door naar de volgende ronde. Bij een fout antwoord gaat het andere team door.

### Ronde 3: Geven & nemen
Deze ronde bestaat uit vier thema's. De teamcaptain van het team met de laagste pot kiest een van de thema's en een van zijn/haar teamgenoten die drie vragen in dat thema moet beantwoorden. Het volgende thema wordt gekozen door de andere teamcaptain – thema drie en vier ook weer in die volgorde, elke niet-teamcaptain speelt deze ronde een thema. Bij een goed antwoord bij een van de eerste twee thema's verdient het team 200 euro, bij de laatste twee thema's 400 euro. Indien de kandidaat een fout antwoord geeft, moet diegene de vraag doorgeven aan iemand uit het andere team. Als diegene dan het juiste antwoord geeft, verdient zijn/haar team de 200 of 400 euro. Het team met de hoogste pot gaat door naar de finale, het andere team gaat zonder prijs naar huis.

### Finale
In de finale maakt het overgebleven team kans op het dubbele van hun pot. Het team krijgt 120 seconden de tijd om negen vragen juist te beantwoorden. Per vraag beslist de teamcaptain wie de vraag beantwoordt, ieder teamlid moet drie vragen goed beantwoord hebben. Indien het teamlid past of een fout antwoord geeft, wordt het aantal goed beantwoorde vragen van dat teamlid verminderd met één, tenzij dat er (nog) nul waren. Als maar één teamlid nog vragen moet beantwoorden, krijgt diegene automatisch de vragen. Als het team er niet in slaagt, gaat het met lege handen naar huis.

## Seizoensoverzicht
| Seizoen | Uitzendtijden              | Aantal afleveringen | Start seizoen | Start seizoen | Einde seizoen | Einde seizoen | Gemiddelde kijkcijfers |
| Seizoen | Uitzendtijden              | Aantal afleveringen | Datum         | Kijkcijfers   | Datum         | Kijkcijfers   | Gemiddelde kijkcijfers |
| ------- | -------------------------- | ------------------- | ------------- | ------------- | ------------- | ------------- | ---------------------- |
| 1       | Zaterdag 21:40 – 22:40 uur | 7                   | 25 mei 2024   | 664.000       | 6 juli 2024   | 202.000       | 387.429                |